# Die 5 Karnickel
Die 5 Karnickel, in Deutschland vertrieben unter dem Titel Im Krug zum grünen Kranze, ist ein österreichischer Filmschwank aus dem Jahre 1953 von Kurt Steinwendner und Paul Löwinger mit Ingrid Lutz, Lucie Englisch und zahlreichen Mitgliedern der Löwinger-Bühne in tragenden Rollen. Der Geschichte liegt ein Stück von Julius Pohl zugrunde.

## Handlung
Irgendwo im österreichischen Voralpenland. Im verschlafenen Dorf Waldstetten scheint die Welt noch in Ordnung, und die Rollen von Männlein und Weiblein sind klar verteilt: Während sich die Honoratioren allabendlich im Skatklub verabreden, begeben sich die ortsansässigen Damen in den Frauenverein. Doch im nahe gelegenen Karlstadt lauert die „Sünde“, und dagegen wollen die bigotten und gottesfürchtigen Waldstetter Frauen unbedingt angehen. Die Karlstadter nennen nämlich eine erotische Gaudi namens "Zur verliebten Maus" ihr eigen, ein freches und keckes Kabarett, in dem den Männern der Gegend mit angeblich anzüglichen Darbietungen leicht bekleideter, singender und tanzender junger Mädchen ordentlich der Kopf verdreht wird. Damit müsse Schluss sein, fordern die Damen, während die Waldstetter Herren der Schöpfung genau das Gegenteil beabsichtigen, schließlich wird in einer Zeitungsannonce "erotische Hochspannung" versprochen, und das wollen sich die Kerls aus dem allzu züchtigen Waldstetten keinesfalls entgehen lassen.
Zeitgleich verlieben sich eine junge Frau und ein junger Mann aus den beiden nahezu verfeindeten Dörfern. Anstatt sich, wie von Bäckereibesitzer Alex Klopps vorgesehen, auf die attraktive Anna Rum, der Besitzerin des Waldstetter Kaffeehauses "Zum Türken", einzulassen, ist Klopps Sohn Wolfgang total verschossen in die hübsche, junge Karlstädterin Lilly! Und dass die beiden sogar bereits miteinander verheiratet sind, darf der Vater sowie auf keinen Fall erfahren.
Während die Herren planen, unter dem Vorwand einer Hasenjagd, nach Karlstadt zu reisen und dem dortigen Kabarett einen Besuch abzustatten, rüsten die sittenstrengen Waldstetter Damen unter der Führung der leicht erregbaren Ludmilla Schäberl zum Gegenschlag. Die Frauen haben noch keine Ahnung, dass unter der organisatorischen Leitung von Herrn Eule und unter strengster Geheimhaltung mit 700 Schilling aus der Skatkasse der Kabarettbesuch finanziert werden soll. Ein anschließendes Abendessen mit den Tänzerinnen der Kabarett-Truppe "Die fünf Karnickel" ist ebenfalls vorgesehen. Bald laufen alle Fäden zusammen: Wolfgangs Herzdame Lilly gehört ebenfalls zur leicht bekleideten „Karnickel“-Tanztruppe und sein Vater Alex löst einen kleinen Hotelbrand aus, über den prompt am darauf folgenden Tag in der Lokalpresse berichtet wird. Damit kommt eine Lawine aus Klatsch und Tratsch, Empörungen und Notlügen, Verdächtigungen und Verwechslungen in Gang, Am Ende gibt es jedoch, vor allem für die beiden Liebenden, ein schwankgerechtes Happy End.

## Produktionsnotizen
Die 5 Karnickel entstand im Herbst 1953 im Ringfilm-Studio von Wien-Kalvarienberg sowie mit Außenaufnahmen in der Umgebung von Wien und in Perchtoldsdorf. Der Film wurde am 29. Dezember 1953 in Wien uraufgeführt, die deutsche Premiere war am 29. Januar 1954 in Nürnberg.
Hermann Mörth übernahm die Produktionsleitung. Fritz Jüptner-Jonstorff schuf die Filmbauten. Max Vernooij sorgte für den Ton.
Nach 13 Jahren Abwesenheit kehrte Österreichs legendärer Stummfilmstar Liane Haid hier erneut vor die Kamera zurück. Es sollte ihr letzter Film werden.

## Kritik
Im Lexikon des internationalen Films heißt es: „Die Fehde zwischen einem Frauenverein und einem Skatclub wird mit deftigen Mitteln ausgetragen. Ein beliebtes Bauernschwankmotiv, das mit plattem Humor und abgedroschenen Witzen nicht geizt.“